# Martin Reichardt (Mediziner)
Martin Karl Ferdinand Reichardt (* 17. August 1874 in Ronneburg, Herzogtum Sachsen-Altenburg; † 23. Dezember 1966 in Würzburg) war ein deutscher Psychiater und Hochschullehrer in Münster und Würzburg.

## Leben
Der aus dem heute ostthüringischen Ronneburg stammende Martin Reichardt, Sohn eines Thüringer Superintendenten, wandte sich nach dem Abitur dem Studium der Medizin an den Universitäten Halle, Heidelberg und München zu, 1900 wurde er an der Universität Leipzig zum Dr. med. promoviert. Während seines Studiums wurde er 1893 Mitglied der Sängerschaft Fridericiana Halle und der Sängerschaft Saxo-Thuringia Würzburg. Nach absolvierten Weiterbildungen trat er 1903 eine Stelle als Wissenschaftlicher Assistent bei Konrad Rieger an der Psychiatrischen Klinik der Julius-Maximilians-Universität Würzburg an, 1906 habilitierte er sich als Privatdozent für das Fach Psychiatrie, 1911 erfolgte seine Beförderung zum außerordentlichen Professor, 1924 zum ordentlichen Professor der Psychiatrie und Nervenheilkunde sowie Direktor der Psychiatrischen und Nervenklinik an der Universität Münster.
Im Jahr 1925 wurde er in der Nachfolge Konrad Riegers, dessen Tochter er mittlerweile geheiratet hatte, zum Lehrstuhlinhaber und Direktor der Psychiatrischen und Nervenklinik der Universität Würzburg bestellt, wo er unter anderem Erkenntnisse über die psychischen Zentralfunktionen des Hirnstamms gewann. Als Chefarzt der Psychiatrischen Universitätsklinik war er zudem für die Betreuung der „Irren- und Epileptikerpfründer“ des Juliusspitals zuständig. Martin Reichardt, der zum 1. Mai 1937 der NSDAP beitrat (Mitgliedsnummer 4.516.008) und Förderer des Psychiaters Werner Heyde war, wurde 1939 emeritiert, arbeitete aber noch bis in sein 90. Lebensjahr hinein.
Der im Jahr 1944 anlässlich seines 70. Geburtstages mit der Goethe-Medaille für Kunst und Wissenschaft und 1964 anlässlich seines 90. Geburtstages mit der Goldenen Kraepelin-Medaille Ausgezeichnete erwarb sich insbesondere Verdienste um die Erforschung des Hirnstamms, dessen Bedeutung er als einer der ersten erkannte. Zudem stellte er wissenschaftlich die Vorgänge bei Hirnschwellung und krankhaften Hirndruckveränderungen dar und beschäftigte sich auch im Rahmen der von ihm in Deutschland mitetablierten Unfallbegutachtung mit den Folgen von Gehirnverletzungen.

## Schriften (Auswahl)
- Ein Beitrag zur Argyriefrage. Dissertation Universität Leipzig 1900.
- Über die Untersuchung des gesunden und kranken Gehirnes mittels der Wage. Fischer, Jena 1906. Zugleich Habilitationsschrift.
- Allgemeine und spezielle Psychiatrie ein Lehrbuch für Studierende und Ärzte. 2.. neu bearbeitete Auflage des Leitfadens zur psychiatrischen Klinik. G. Fischer, Jena 1918.
- Kriegsbeschädigung und strafrechtliche Zurechnungsfähigkeit. Kabitzsch, Leipzig/Würzburg 1919.
- Nachruf auf Konrad Rieger. In: Archiv für Psychiatrie. Band 110, 1939, S. 165–168.
- Einführung in die Unfall- und Invaliditätsbegutachtung. Ein Lehrbuch für Studierende und Ärzte. 2., neu bearbeitete Auflage, G. Fischer, Jena 1921; 3., völlig neubearbeitete Auflage ebenda 1942.
- Unfallbeziehungen zu nichttraumatischen Hirn- und Geisteskrankheiten. F. C. W. Vogel, Berlin 1933.
- Schädelinnenraum, Hirn und Körper; ein Beitrag zur Hirnpathologie und Konstitutionspathologie. Fischer, Stuttgart 1965.